# Club de Fútbol Granma
Maillots
Actualités
Dernière mise à jour : 31 décembre 2019.
Le CF Granma est un club de football cubain basé à Jiguaní, dans la Province de Granma, qui joue actuellement en première division cubaine.

## Histoire
Le club atteint la finale du championnat 2001-02, où il s'incline devant le FC Ciego de Ávila (0-1 et 0-0). Il s'agit jusqu'à présent de son meilleur résultat au sein de l'élite dont il est absent en 2014 et 2015. Il retrouve la première division en 2016 après avoir remporté le groupe A du Torneo de Ascenso 2015 (l'équivalent de la D2 cubaine).

## Palmarès
- Championnat de Cuba :
  - Vice-champion en 2001-02.

- Torneo de Ascenso (1) :
  - Champion en 2011.

## Personnalités historiques du club

### Joueurs

#### Principaux joueurs (tous les temps)
- Ruslán Batista
- Ramón Ocaña
- Jorge Luis Ramírez

### Entraîneurs
- Walter Benítez[2] (2009-2010)
- Manuel Castillo Trujillo[3],[4],[5] (2011-2013), vainqueur du Torneo de Ascenso 2011.
- Ramón Marrero Carrazana[6] (2016-2019)
- Yoandris Jorge Vásquez[7] (2019-)